# Rauðkollar
Rauðkollar är en bergstopp i republiken Island. Den ligger i regionen Suðurland, 140 km öster om huvudstaden Reykjavík. Toppen på Rauðkollar är 1 108 meter över havet. Rauðkollar ingår i Kerlingarfjöll.
Trakten runt Rauðkollar är nära nog obefolkad, med mindre än två invånare per kvadratkilometer. Det finns inga samhällen i närheten. Trakten runt Rauðkollar består i huvudsak av gräsmarker.